# Erhard Senninger
Erhard Senninger (* 5. August 1933 in Passau; † 19. Dezember 1996 in München) war ein deutscher Rechtsanwalt und Präsident des Deutschen Anwaltvereins. Aufgrund seines besonderen Einsatzes für die Rechtspflege wurde er als Ritter des Rechts bezeichnet.

## Leben und Beruf
Senningers Vater und Großvater waren Rechtsanwälte in Passau. Das Studium der Rechtswissenschaft begann er in den USA und führte es in München fort, wo er nach erfolgreichem Abschluss der beiden juristischen Staatsprüfungen (1959, 1963) als Anwalt zugelassen wurde. 1968 gründete Senninger, zusammen mit Gerhart Rothe und Eberhard Kollmar, die Münchner Kanzlei Rothe, Senninger & Kollmar, die seit 2010 unter dem Namen Kollmar, Deby & Sinz Rechtsanwaltsgesellschaft mbH firmiert. 1969 wurde er auch am Oberlandesgericht München als Rechtsanwalt zugelassen. Er war auf vielen Gebieten des Zivil- und des Verwaltungsrechts tätig.

## Leistungen
Um die Interessen der Anwaltschaft in der Bundesrepublik Deutschland zu fördern, gründete Senninger zusammen mit den Kollegen Robert Geigel und Fritz Ostler 1966 den Verein Selbsthilfe der Rechtsanwälte e. V., dem heute über 5500 Mitglieder angehören.
In seiner Amtszeit als Präsident des Deutschen Anwaltvereins (1988 bis 1991) rückte er das Verhältnis von Mandant und Anwalt in den Vordergrund der Diskussion. Beispielsweise war er maßgeblich an der Einführung der streitwertunabhängigen Erstberatungsgebühr beteiligt, welche für eine niedrigere Hemmschwelle bezüglich des Anwaltsbesuchs sorgen sollte.
1990 beriet er die damalige Bundestagspräsidentin Rita Süssmuth zur Angemessenheit der Abgeordnetenentschädigung.
In seinem Bestreben, die Anwaltschaft durch eine Neuordnung des anwaltlichen Berufsrechts zu reformieren, hatte er maßgeblichen Anteil an der Gesetzesnovelle der Bundesrechtsanwaltsordnung (BRAO) vom 2. September 1994 sowie der novellierten Berufsordnung vom November 1996.
- 1979 bis 1995 im Vorstand des Deutschen Anwaltsvereins
- 1988 bis 1991 Präsident des Deutschen Anwaltsvereins
- 1969 bis 1977 im Vorstand der Rechtsanwaltskammer München

## Besondere Leistungen im Zuge der Wiedervereinigung
Im Zuge der Wiedervereinigung Deutschlands leistete Erhard Senninger, der bereits 1988 Kontakte mit Kollegen in der DDR geknüpft hatte, einen herausragenden Beitrag zur Begründung einer freiheitlichen Rechtsanwaltschaft und zum Aufbau einer unabhängigen Rechtspflege in den neuen Bundesländern. Auf Kosten der Anwaltschaft stellte Senninger der damaligen Bundesregierung zunächst 50 und später 100 Rechtsanwälte für die Integration der einstigen Ämter zur Regelung offener Vermögensfragen in das bestehende deutsche Grundbuchwesen zur Verfügung. Außerdem trat der Jurist entschieden den von den Justizministern der Länder beschlossenen Pläne entgegen, dem gerade erst geschaffenen Justizapparat ein Sparprogramm aufzuzwängen. Dem Spiegel gegenüber äußerte er seinen Unmut mit den Worten, dass jetzt „sämtliche Leichen aus den Kellern der Ministerien“ geholt würden.

## Werke
- Die Geschichte des Bayerischen Anwaltsverbandes. In: Die Geschichte des Deutschen Anwaltvereins und seiner Landesverbände. Deutscher Anwaltverlag (Hrsg.), Bonn 1997, ISBN 3-8240-0084-9, S. 39 ff.
- Empfehlen sich im Interesse eines effektiven Rechtsschutzes Maßnahmen zur Vereinfachung, Vereinheitlichung und Beschränkung der Rechtsmittel und Rechtsbehelfe des Zivilverfahrensrechts? In: Verhandlungen des einundsechzigsten Deutschen Juristentages, Band 2 Sitzungsberichte, 1: (Referate und Beschlüsse). München 1996, ISBN 3-406-41198-3, S. I 11 ff.
- Diskussionsbeitrag zur Neuregelung des Zugangs zum Amt des Notars auf dem 23. Deutscher Notartag in Frankfurt 1989 In: Deutsche Notar-Zeitschrift (DNotZ), 1989, S. 174